# 521 a.C.
Il 521 a.C. (DXXI a.C. in numeri romani) è un anno  del VI secolo a.C.

## Eventi
- Dario I sale sul trono di Persia, uccidendo i nove pretendenti che avevano dato vita ad un intenso periodo di lotte per la successione a Cambise II. Artefice di una politica aggressiva, sposta l'attenzione da Cartagine, contro cui aveva combattuto Cambise, verso la Grecia, nel tentativo di controllare con maggiore facilità i traffici nel Mediterraneo orientale.

## Nati
- Leonida I, diciassettesimo re di Sparta